# Bussbidragsnämnden
Bussbidragsnämnden var en statlig myndighet i Sverige som hanterade det statliga stödet till olönsam busstrafik. Myndigheten inrättades 1973 och upphörde 1979. Från den 1 januari 1980 lades ansvaret för nämndens frågor över på Transportrådet.